# Рихтецька волость
Рихтецька волость — адміністративно-територіальна одиниця Кам'янецького повіту Подільської губернії Російської імперії. Волосний центр — село Рихта.
Поселення:
- Рихта
- Шустівці